# 脳 (食用)

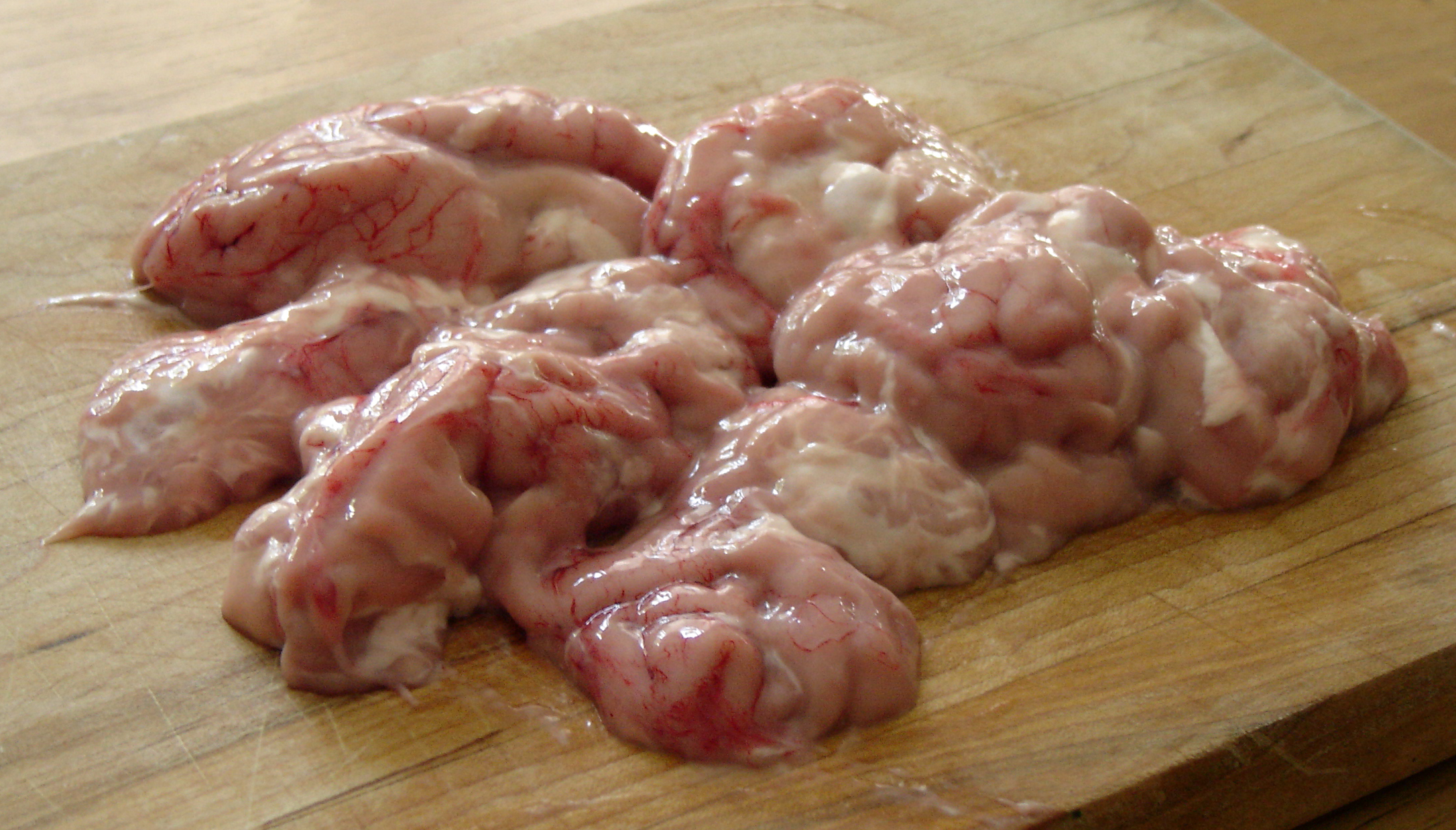
下拵えをしたブタの脳

動物の脳（のう）は世界各地で食用とされている。ウシ、ブタ、鶏、ヒツジ、ヤギ、ウマ、サルなどのものが食べられている。

## 各国の料理
アジア
日本では、アイヌ料理としてイオマンテのときに熊の脳のチタタプ（たたき）である「チノイペコタタㇷ゚」が作られ、食べられる。焼肉屋では「ブレンズ」などの名前で提供している店がある。
中国では、猿脳を使った料理、四川料理の脳花湯（豚の脳スープ）や砂鍋魚頭（魚の頭の土鍋）などが「健脳食」「補脳食」と呼ばれ昔から家庭料理として愛されている。なお現在、サルは多くが中国国家一級重点保護野生動物に指定されており、猿脳を食べることは重い罪となる。
インドネシア料理、特にミナンカバウ人は肉汁とココナッツミルクを使ったカレー風味料理グライ (id:Gulai) に牛の脳（otak）を入れたグライ・オタック（gulai otak）が食べられる。
フィリピン料理では、豚の脳と香味野菜を油で炒め、醤油やグレイビーソースなどで味をつけてソース状にし、プソ（蒸したちまき状の米飯）につけて食べるトゥスロ・ブワ（tuslob buwa）という料理がある。
ヨーロッパ
フランスでは肉屋やスーパーマーケットでは、牛、子牛、羊、豚の脳がプラスチック容器に入って売られており、簡単に手に入る。フランス料理のテット・ド・ヴォー (fr:Tête de veau) （子牛veauの頭Tête）は、子牛のほほ肉を中心に舌（タン、ラングlangue）および脳を野菜と一緒に煮込んだ料理であり、家庭やレストランによっては肉だけでなく脳もそのままの形で皿に供する。元フランス大統領ジャック・シラクの好物としても知られる。同じく頭部肉のゼリー寄せにも細かく砕いた脳が含まれる。
ポルトガルやオーストリア料理には、刻んだ豚脳とスクランブルエッグからなるEggs and brainsがある。
ギリシャ、トルコ、アラブでも、茹でた脳を合わせたサラダ、Beyin Salatası等がある。
中東
アラブの国々では、ハッシという羊や牛の脳を含む頭を食材とする料理がある。
アフリカ
北アフリカのマグリブ地域圏、特にアルジェリアでは、子牛の脳をトマトソースで煮込んだ「シチタ・モク」と呼ばれるシチューがある。同様の脳のトマトソース煮は、フランス料理やイタリア料理にも見られる。
カメルーンのアニャン族（Anyang）では、ゴリラの脳は族長が食べる御馳走である。
アメリカ
アメリカ合衆国南部では、グレイビーソースで味付けされたブタの脳の缶詰が売られている。これはスクランブルエッグと混ぜて炒めたエッグ・アンド・ブレインとして食べることが多い。町の料理店で出されることも多い。その他、揚げた牛あるいは豚の脳を用いるフライドブレインサンドイッチなども食されている。
メキシコ料理でも、タコス・デ・セソス（牛の脳のタコス）が食べられる。
キューバ料理では、脳にパン粉をまぶして揚げたフリッターが食べられる。

## 動物
動物行動学者のジェーン・グドールは、チンパンジーがアカコロブスという猿を捕食した際、どのように肉を分け合っているかを調べた。その結果、赤ちゃんザルや子ザルなどの未成熟な個体だった場合には頭を先に食べるが、成熟したサルを頭から食べることは滅多にないことが判明した。子ザルの脳は取り出しやすいのに対して、頭蓋骨が発達した成長した個体の脳は取り出しにくく、他の肉（次に栄養がある内臓部）の方が手軽であるのが理由とされている。脳は、神経系の発達を促す脂質と長鎖脂肪酸を豊富に含んでいて、栄養的に貴重であるという。

## 健康上の問題

### 脂肪とコレステロール
脳はその働きを支えるために60%が脂肪であり、それは主要部分である髄鞘の70%が脂肪のためである。また、「ブタの脳のミルク肉汁漬け」（pork brains in milk gravy）140グラム缶の中には、コレステロール3.5グラムが含まれており、これは米国推奨食物摂取量 (USRDA) の11.7倍である。

### プリオン
牛海綿状脳症やクロイツフェルト・ヤコブ病など、伝達性海綿状脳症に感染している動物の脳を食べると、感染してひどい場合には死ぬこともある。また、かつてパプアニューギニアで流行していたクールー病は、長寿の儀式として死者の脳を食べる習慣が原因であった。

### 豚の脳の処理
2006年、米国の豚肉加工工場で働いていた24人が、微粒子となったブタの脳を吸い込んだことで神経疾患となったと判明した。神経科医は、「ブタの脳組織を吸い込むと、体内で抗体が作られる」「ブタの脳と人間の脳には重複する部分がかなりある。それが問題だった」と述べている。

## 栄養価
| 項目                                  | 分量（g） |
| ------------------------------------- | --------- |
| 脂肪                                  | 10.3      |
| 飽和脂肪酸                            | 2.3       |
| 16:0（パルミチン酸）                  | 0.919     |
| 18:0（ステアリン酸）                  | 1.273     |
| 一価不飽和脂肪酸                      | 1.89      |
| 18:1（オレイン酸）                    | 1.646     |
| 20:1                                  | 0.222     |
| 多価不飽和脂肪酸                      | 1.586     |
| 20:4（未同定）                        | 0.319     |
| 22:5 n-3（ドコサペンタエン酸（DPA）） | 0.374     |
| 22:6 n-3（ドコサヘキサエン酸（DHA）） | 0.851     |
| コレステロール                        | 3.01      |

| 項目                                  | 分量（g） |
| ------------------------------------- | --------- |
| 脂肪                                  | 9.21      |
| 飽和脂肪酸                            | 2.079     |
| 14:0（ミリスチン酸）                  | 0.04      |
| 16:0（パルミチン酸）                  | 1.029     |
| 18:0（ステアリン酸）                  | 0.999     |
| 一価不飽和脂肪酸                      | 1.659     |
| 16:1（パルミトレイン酸）              | 0.12      |
| 18:1（オレイン酸）                    | 1.069     |
| 多価不飽和脂肪酸                      | 1.429     |
| 18:2（リノール酸）                    | 0.09      |
| 18:3（α-リノレン酸）                  | 0.12      |
| 20:4（未同定）                        | 0.47      |
| 22:5 n-3（ドコサペンタエン酸（DPA）） | 0.22      |
| 22:6 n-3（ドコサヘキサエン酸（DHA）） | 0.45      |
| コレステロール                        | 2.195     |